# Branchiosyllis salina
Branchiosyllis salina är en ringmaskart som först beskrevs av Hartmann-Schröder 1959.  Branchiosyllis salina ingår i släktet Branchiosyllis och familjen Syllidae. Inga underarter finns listade i Catalogue of Life.